# Ишимская епархия
Иши́мская епа́рхия — епархия Русской православной церкви, объединяющая приходы в южной части Тюменской области (в пределах Абатского, Армизонского, Аромашевского, Бердюжского, Викуловского, Голышмановского, Ишимского, Казанского, Омутинского, Сладковского, Сорокинского района, Юргинского районов). Входит в состав Тобольской митрополии.

## История
Определением Архиерейского собора Русской православной церкви заграницей (РПЦЗ) от 17/30 ноября 1994 года в рамках спорной политики по открытию своих приходов на канонической территории Русской православной церкви была образована самостоятельная Ишимская и Сибирская епархия, на которую был поставлен архимандрит Евтихий (Курочкин). Отхватывала территорию Сибири и Дальнего Востока России.
Ряд клириков и приходов епархии покинули РПЦЗ в 2001 году, присоединившись к неканоническим РПЦЗ(В) и РИПЦ. Епархия сократилась почти вдвое — от РПЦЗ отложились Дальневосточное благочиние (кроме приходов в Еврейской автономной области), приходы в Омске, Нижней Туре и Верхней Туре (Свердловской области), Шадринске (Курганской область). По словам её правящего епископа Евтихия (Курочкина): «Как понять последователей омского раскольника Тихона (Пасечника), которые ушли в 2000 году от меня по единственной причине — они задали мне вопрос, считаю ли я Московскую Патриархию Церковью (?!) и, услышав от меня прямой утвердительный ответ, объявили о своем уходе из РПЦЗ».

К маю 2007 года в составе Ишимско-Сибирской епархии РПЦЗ находилось 14 приходов в Ишиме и Ишимском районе, в Омске, Тюмени, Шадринске, Кустанае, Нижней Туре Свердловской области, в поселке Ленинка Еврейской АО, в Алтайском крае (Барнаул и деревня Потеряевка). Причем некоторые из моих подчинённых упредили своим переходом подписание Акта о каноническом общении. Так, в состав Омско-Тарской епархии ещё в 2005 году перешёл мужской монастырь во имя Архангела Михаила в селе Ольховка Омской области. Правда, шёл и обратный процесс среди наиболее радикально настроенных «несоглашенцев». Из Ишима в 2006 году выехал в полном составе женский монастырь во имя свт. Иоанна Шанхайского и Сан-Францисского, а часть клириков уже после мая 2007 года заявила о своем несогласии с решением иерархов РПЦЗ и перешла под начальство бывшего епископа Агафангела (Пашковского), учинившего самочинную иерархию.

С восстановлением канонического общения в мае 2007 года епархия была упразднена. Служивший кафедральным Ишимский Богоявленский собор был определён ставропигиальным.
2 октября 2013 года решением Священного синода Русской православной церкви была образована Ишимская епархия на территории части Тюменской области, будучи выделенной из состава Тобольской епархии. Тогда же правящим архиереем епархии был избран клирик Тобольской епархии архимандрит Тихон (Бобов).

## Епископы
Ишимская и Сибирская епархия РПЦЗ
- Евтихий (Курочкин) (24 июля 1994 — 16 мая 2007)

Ишимская епархия
- Тихон (Бобов) (с 3 ноября 2013)

## Благочиния
Епархия разделена на 3 церковных округа:
- Восточное благочиние (Абатский, Викуловский и Сорокинский районы)
- Западное благочиние (Армизонский, Голышмановский, Аромашевский, Юргинский и Омутинский районы)
- Центральное благочиние (город Ишим, Ишимский, Бердюжский, Казанский и Сладковский районы)

## Ссылка
- Сайт епархии
- Ишимская епархия на сайте Патриархия.ru